# Andrzej Polus
Andrzej Polus (ur. 24 listopada 1904 w Sycynie pow. Oborniki, zm. 16 listopada 1976 w Szamotułach) – prezydent Gorzowa Wielkopolskiego 1949–1952, burmistrz Szamotuł.
Urodził się 24 listopada 1904 r. w Sycynie, pow. Oborniki. Ukończył szkołę podstawową oraz kurs z zakresu 6 klas gimnazjum typu humanistycznego (1930), niedostatki wykształcenia pokrywał dużym doświadczeniem; od 1925 r. pracował w Zarządzie Miejskim w Szamotułach, a następnie w Starostwie Powiatowym, Powiatowej Kasie Komunalnej i Zarządzie Gminy w Szamotułach; od 1931 r. był działaczem Związku Strzeleckiego, zmobilizowany 29 sierpnia 1939 r., trafił do niewoli niemieckiej, z której udało mu się zbiec w listopadzie 1939 r., od 1940 r. pracował jako robotnik w niemieckiej firmie budującej drogi; 1 lutego 1945 r. na „zebraniu robotniczym” w obecności komendanta sowieckiego wybrany został tymczasowym burmistrzem Szamotuł, 10 marca 1945 r. potwierdzony na tej funkcji przez Miejską Radę Narodową, 17 września 1949 r. awansował na Prezydenta Gorzowa Wielkopolskiego, a w związku z reformą administracyjną – 3 czerwca 1950 r. wybrany został Przewodniczącym Prezydium Miejskiej Rady Narodowej, odwołany 30 maja 1952 r. z powodu krytyki jego osoby na egzekutywie KM PZPR (zarzucano mu negatywny stosunek do żołnierzy sowieckich, zaniedbanie cmentarza wojennego, brak kontroli nad urzędnikami i gospodarką komunalną itp.) wrócił następnie do Szamotuł, gdzie był m.in. sekretarzem Powiatowego Związku Rolniczych Spółdzielni Produkcyjnych; od 6 marca 1945 r. był członkiem PPR, wchodził w skład egzekutywy KP PPR w Szamotułach; rodzinę pozostawił w Szamotułach, skąd dojeżdżał do Gorzowa. Zmarł 16 listopada 1976 r.